# Liutperga
Liutperga (sau Liutberga) a fost una dintre fiicele ultimului rege al longobarzilor din Italia, Desiderius, cu soția sa, regina Ansa.
Liutperga a fost căsătorită cu ducele Tassilo al III-lea de Bavaria, ultimul reprezentant al dinastiei Agilolfingilor. Căsătoria a avut loc înainte de anul 770 și era menită să confirme alianța tradițională dintre longobarzi și ducii bavarezi.
După căderea Regatului longobard în 774 (în urma cuceririi Paviei de către francii lui Carol cel Mare), învingătorul a repudiat pe părinții Liutpergăi și pe una dintre surorile acesteia (probabil, Desiderata), fapt pentru care Liutperga, ca și sora sa Adelperga, au început unele acțiuni împotriva ocupanților franci. Liutperga l-a încurajat pe soțul ei să se răscoale împotriva vărului său, Carol cel Mare, și să negocieze cu avarii, inamici ai francilor. Planul a fost însă deconspirat, iar Tassilo a fost judecat și condamnat la moarte. Sentința a fost comuntată în confiscarea proprietăților și onorurilor ducelui de Bavaria. El și familia sa, inclusiv Liutperga, au fost închiși în mănăstiri.